# 戈九疇
戈九疇（1526年—？），字惟範，錦衣衛匠籍，直隸蘇州府吳縣人，明朝政治人物。

## 生平
嘉靖二十二年（1543年）癸卯科順天鄉試第九十三名舉人，三十八年（1559年）中式己未科會試第二百七十三名，二甲第七十四名進士。授刑部主事，出為浙江嚴州府知府，調雲南楚雄府知府。隆慶五年（1571年）正月考察以才力不及降調。後任山東鹽運使司同知。著有《禮記要旨》十六卷。

## 家族
曾祖戈昇，壽官；祖父戈麟，訓導；父戈貴，七品散官。前母湯氏；母王氏。慈侍下。族兄戈九章，陝西苑馬寺少卿。